# 49일의 남자
49일의 남자는 1994년 공개된 대한민국의 영화이다.

## 배역
- 정보석: J 역
- 이보희: 하영 역
- 송영창: 정치부 역
- 황미선: 서연 역